# Le Collier de Kali

Le Collier de Kali est un film muet français réalisé par Victorin Jasset et sorti en 1913.

## Fiche technique
- Réalisation : Victorin Jasset
- Scénario : Robert Boudrioz
- Chef-opérateur : Lucien Andriot
- Société de production : Société Française des Films Éclair
- Format : Noir et blanc — 35 mm — 1,33:1 — Son mono — film muet
- Métrage : 1 185 m
- Genre : Drame
- Date de sortie : France : 26 septembre 1913

## Distribution
- Josette Andriot : Kali
- Maryse Dauvray : Henriette Darsac
- Charles Krauss : Charles Darsac
- Camille Bardou : Dour
- Simone Genevois